# Mezopotámiai front (első világháború)
A mezopotámiai front (németül: Mesopotamienfront, törökül: Irak Cephesi azaz „iraki front”), brit történetírásban mezopotámiai hadjárat (angolul: Mesopotamian campaign) az első világháború egyik mellékhadszíntere volt, ahol Nagy-Britannia és a Brit Birodalom csapatai 1914-ben offenzívát indítottak az Oszmán Birodalom keleti tartományai ellen, a korábban megszerzett perzsiai kőolaj-lelőhelyek biztosításáért, továbbá a palesztinai és a kaukázusi front tehermentesítéséért. Az oszmán haderő vezetését német katonai parancsnokok is segítették. A hadműveletek négy éven át váltakozó sikerrel folytak. Több súlyos brit harctéri vereség ellenére a hadjárat végül 1918 végén oszmán vereséggel és kapitulációval zárult, Mezopotámia egésze brit mandátumterületté vált (Mandatory Iraq).

## Előzmények
Az Oszmán Birodalom a 16. század elején hódította meg a Mezopotámiát, de a terület teljes ellenőrzését sohasem tudták megvalósítani. A 19. században az oszmán kormány erőteljes reformokat és modernizálást hajtott végre a tartományban, ennek keretében 1899–1914 között – hosszú előkészítés után, nemzetközi hitelből, a német birodalmi kormány támogatásával – megépítették a Bagdad-vasutat Konya és Bagdad között, ezzel az Isztambul–Bagdad közötti utazási idő 21 napra csökkent. A vasútvonal utolsó, Bagdadig elérő szakaszát 1914. június 2-án, röviddel a szarajevói merénylet előtt adták át.   
Az oszmán infrastruktúra német támogatással való fejlesztése, ezzel az oszmán katonai jelenlét növekedése és a német gazdasági érdekek megjelenése a térségben veszélyeztette a Brit Birodalom politikai-gazdasági érdekeit. Az Angol-Perzsa Olajtársaságon keresztül a Brit Birodalom kizárólagos jogokat birtokolt a Perzsa Birodalom déli és keleti területein található olajkészletek hasznosítására (az északi és nyugati olajmezőket, Azerbajdzsánban, Gilán, Mázandarán, Horászán és Gulisztán tartományban (korabeli nevén Asztarabádban) más érdekeltségek birtokolták).
A brit kormány 1914-ben, közvetlenül a háború kitörése előtt szerződést kötött Perzsiával, amelynek értelmében a brit flotta üzemanyag-ellátását a perzsiai olajmezőkről biztosították. A szállítások a britekkel szerződésben álló Kuvait tengeri kikötőjén át zajlottak, a régió stratégiai fontossága megnőtt a Brit Birodalom számára.
Az európai háború kitörése után Nagy-Britannia egy katonai kontingenst küldött a perzsiai Abadánba, hogy védelmet nyújtson az ott működő olajfinomítóknak. A brit vezérkar már ekkor tervbe vette a Satt el-Arab folyó vidékének megszállását. A feladatra a Brit Indiai Hadsereg 6. „Púna” (Poona) hadosztályát jelölték ki, melyet további egységekkel erősítettek meg, létrehozva az „D” Indiai Expedíciós Haderőt (IEFD).
A hadjárat indokai közt a kőolaj mellett a brit birodalmi gondolkodás is közrejátszott. Austen Chamberlain, az India ügyeiért felelős államtitkár és Lord George N. Curzon őrgróf, India korábbi brit alkirálya hangoztatta, hogy India muszlim népessége szemében fenn kell tartani a Brit Birodalom tekintélyét.

## Hadműveletek 1914-ben

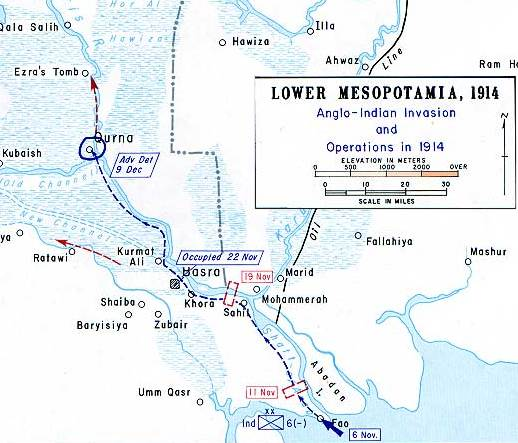
Brit partraszállás Fao kikötőjében és előrehatolás Kurnáig, 1914

Nagy-Britannia és Franciaország 1914. november 5-én hadat üzentek az Oszmán Birodalomnak. Az Oszmán Egység és Haladás Bizottsága november 14-én jelentette be a hadiállapotot.
A mezopotámiai brit támadó hadműveletek 1914. november 6.-án kezdődtek a faói partraszállással. A brit flotta tüzérségi csapást mért a Perzsia határán álló faói oszmán erődítményre, melyet 350 katona védett, 4 várlöveggel. Ezután a Brit-indiai hadseregből e célra kikülönített Indiai Expedíciós Haderő, a Charles Townshend vezérőrnagy által vezetett, indiai 6. (Púna) hadosztály 16. gyalogdandárja partra szállt, és elfoglalták az erődöt. November közepére a teljes Púna-hadosztály partra szállt és megindult Baszra irányában. November 22-én a várostól délre lezajlott a baszrai csata, ezt követően az oszmánok további harc nélkül feladták Baszrát. Az elfoglalt város biztosítására a brit-indiai hadosztály előretolt egységei december elején a Satt el-Arab folyó mentén felfelé vonultak, az Eufrátesz és a Tigris folyók összefolyásánál fekvő Kurna (Al-Kurna) városához. A városért folyó csata hat napon át tartott, Kurnát a brit-indiai erők december 9-én tudták bevenni.

## Hadműveletek 1915-ben
1915. január 2-án a mezopotámiai oszmán csapatok parancsnokságát Szulejman Askeri bej bej vette át. Az oszmán haderőnek ekkor nem volt elég tartaléka egy újabb front megnyitásához. A török vezérkar úgy döntött, hogy a gallipoli hadműveletnek, a kaukázusi frontnak és a palesztinai frontnak biztosít elsőbbséget. 
Askeri bej legfontosabb hadi célként a Satt el-Arab folyó visszaszerzését tűzte ki. Az arab sejkekhez fordult támogatásért. 1915. április 12-én az oszmánok és a velük szövetséges arab törzsi csapatok 3800 fővel megtámadták a kurnai brit tábort. Az arab törzsi egységek nem tudták hatékonyan segíteni a hadműveletet, az oszmán gyalogság ennek ellenére két napon át ismétlődő rohamokat indított a britek ellen. Végül a britek erősítéshez jutottak és lovassági ellentámadást indítottak, amely lefékezte az oszmán támadást. A törökök 1000 katonát vesztettek, 400-an hadifogságba estek, a britek két hátrahagyott török tábori ágyút is elzsákmányoltak. Az oszmánok a Hamiszíja folyóig vonultak vissza. A parancsnok, Szulejman Askeri bej a harcban megsebesült, Bagdadba szállították, itt a vereségek miatti szégyenében április 15-én főbe lőtte magát.

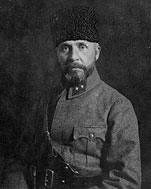
Nureddin pasa (1922-es fotó)

Askerî bej helyére 1915. április 20-án a „szakállas” Nureddin pasát (Sakallı Nurettin Paşa) nevezték ki a mezopotámiai oszmán erők parancsnokává. A mezopotámiai brit csapatok új parancsnoka John Nixon altábornagy lett, aki a váratlan kurnai győzelem kiaknázását tervezte, és Townshendet arra utasította, hogy két indiai (1. és 6.) hadosztállyal haladjon északnyugati irányban a Tigris mentén, foglalja el Kút (Kút-el-Amara) városát, onnan továbbvonulva foglalja el Bagdadot. Az előrenyomulás során Townshend 1915. június 3-án szinte harc nélkül elfoglalta Amára (El-Amara) városát. A két hadosztály legyőzött több ellene küldött oszmán egységet, és szeptember 26-án elérte Kút városát a Tigris folyó bal (nyugati) partján. Három napon át tartó harcban (az „első kúti csatában”) Townshend kiűzte a várost védő oszmán csapatokat és elfoglalta a várost. Townshend a megszerzett pozíció megerősítését javasolta, de Nixon további előrenyomulásra utasította. 1915 júliusában George Frederick Gorringe tábornok különítménye elfoglalta Nászirijja (An-Nasziríjah) városát, megszerezve az oszmánok legnagyobb katonai raktárának készleteit. 

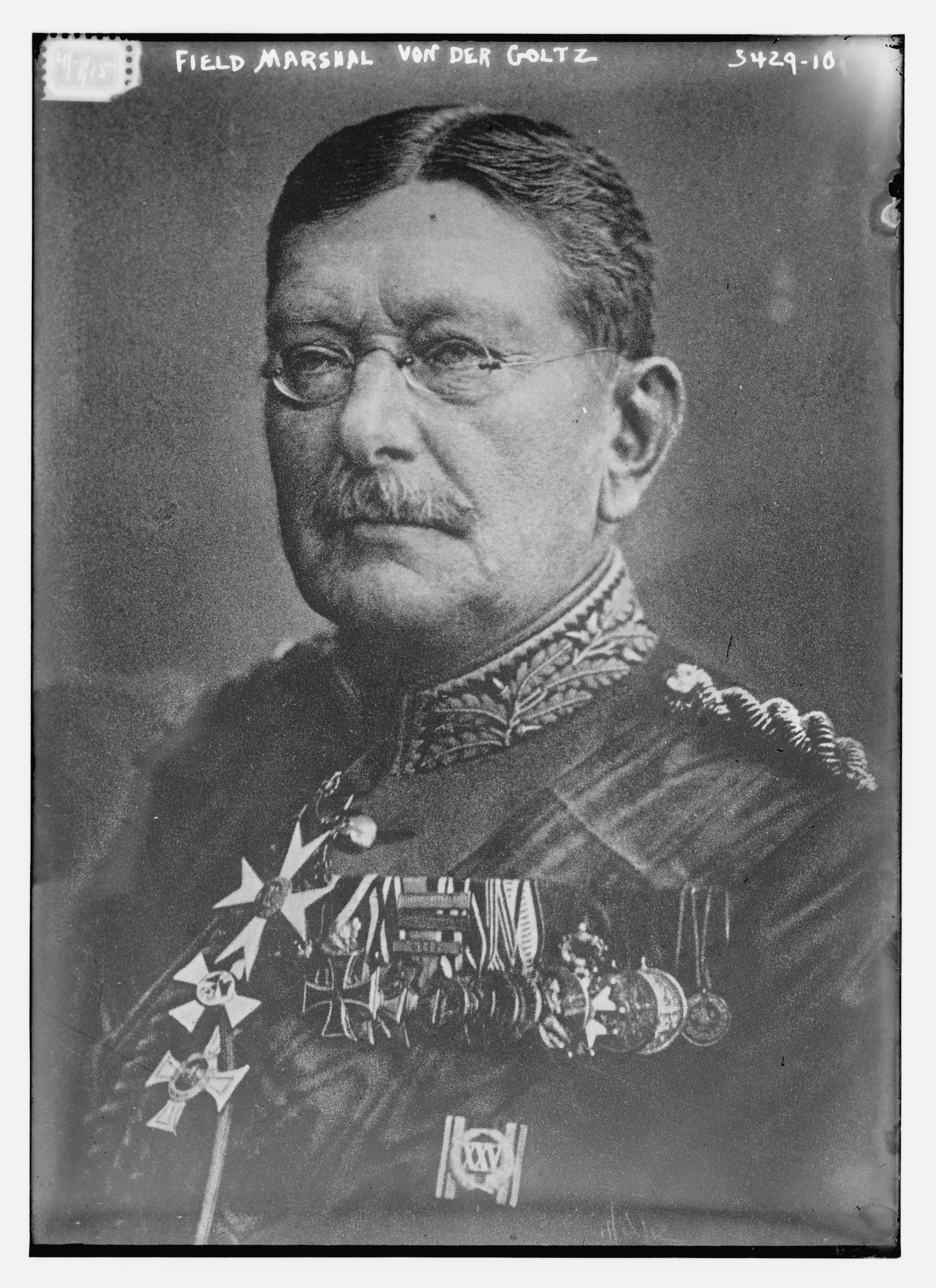
Von der Goltz „pasa”

Enver pasa oszmán hadügyminiszter felismerte a Bagdadot fenyegető veszélyt. A 35. hadosztályt Moszulba vonták vissza. Újjászervezték a 38. hadosztályt. Belőlük 1915. október 15-én Colmar von der Goltz német tábornagy parancsnoksága alatt megszervezték az oszmán 6. hadsereget. Von der Goltz, a tapasztalt hadszervező és hadtörténész ekkor még Isztambulban tartózkodott, a frontra érkezéséig Nureddin pasa látta el a hadseregparancsnoki teendőket.

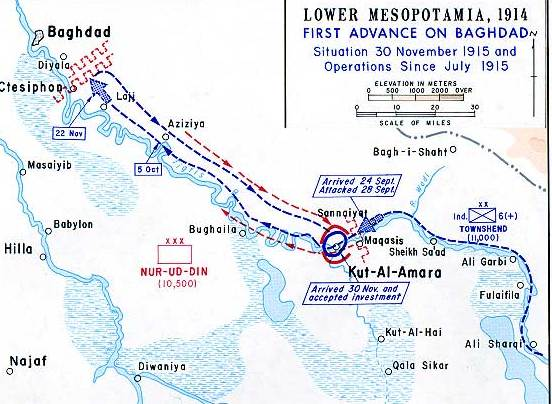
Hadműveletek 1915 nyarától novemberig: az első kúti csata, a ktesziphóni csata és Kút oszmán körülzárása

Townshend tábornok hadosztálya tovább vonult Bagdad felé, és november közepére a Tigris folyó jobb (keleti) partján Ktésziphónba érkezett, 30 km-re Bagdadtól délre. Itt  30 000 főnyi oszmán erő állta útjukat, von der Goltz tábornagy parancsnoksága alatt. 1915. november 22-én megkezdődött a ktésziphóni csata, az ókori Szeleucia és Ktésziphón (Kteszifon) romvárosok mellett. Az ütközet öt napon át tartott és eldöntetlenül végződött. Mindkét fél visszatért a csata előtti kiinduló állásaiba. Townshend tábornok elvesztette katonáinak egyharmadát, ezért úgy döntött, erősen meggyengült csapatait egészen Kút városáig vonja vissza. Az oszmán parancsnokság átlátta a manővert, a 6. hadsereg felvette a visszavonuló britek üldözését. Kút alá érve Nureddin pasa felismerte a kedvező lehetőséget a városban álló britek bekerítésére, és december első napjaiban csapatai sikeresen be is zárták a gyűrűt Kút körül.

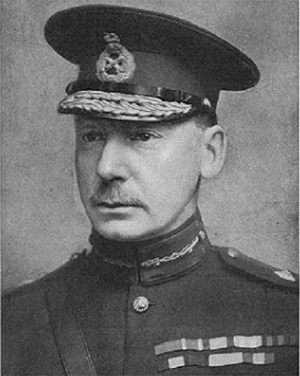
Charles Townshend vezérőrnagy

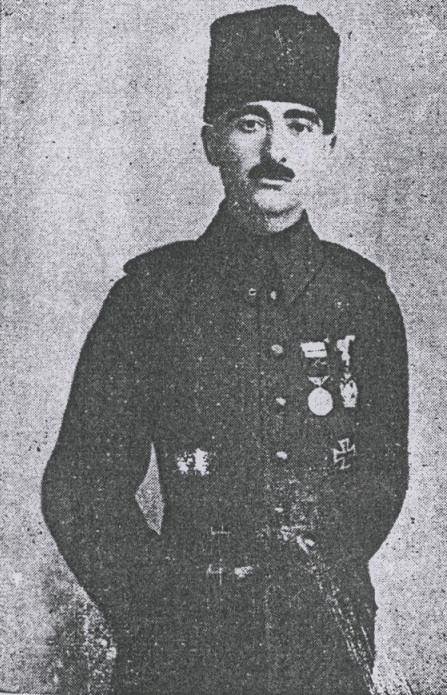
Halil Kut pasa

1915. december 7-én megkezdődött Kút város ostroma, a Mezopotámiai hadjárat egyik legjelentősebb ütközete, amely öt hónapon át tartott. Az oszmánok teljesen körülzárták a várost, az erősítéstől elzárt brit-indiaiak szívósan védekeztek. A brit lovasság Gerard Leachman ezredes vezetésével sikeresen kitört a városból, de Townshend tábornok és a hadsereg zöme bent rekedt. Von der Goltz irányításával az oszmánok sáncrendszert építettek a város körül. A sáncrendszer (circumvallatio) elzárta az briteket a külső segítségtől.

## Hadműveletek 1916-ban

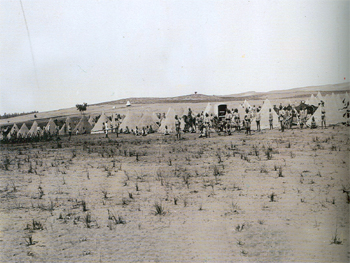
Az oszmán 6. hadsereg harcálláspontja Kútnál

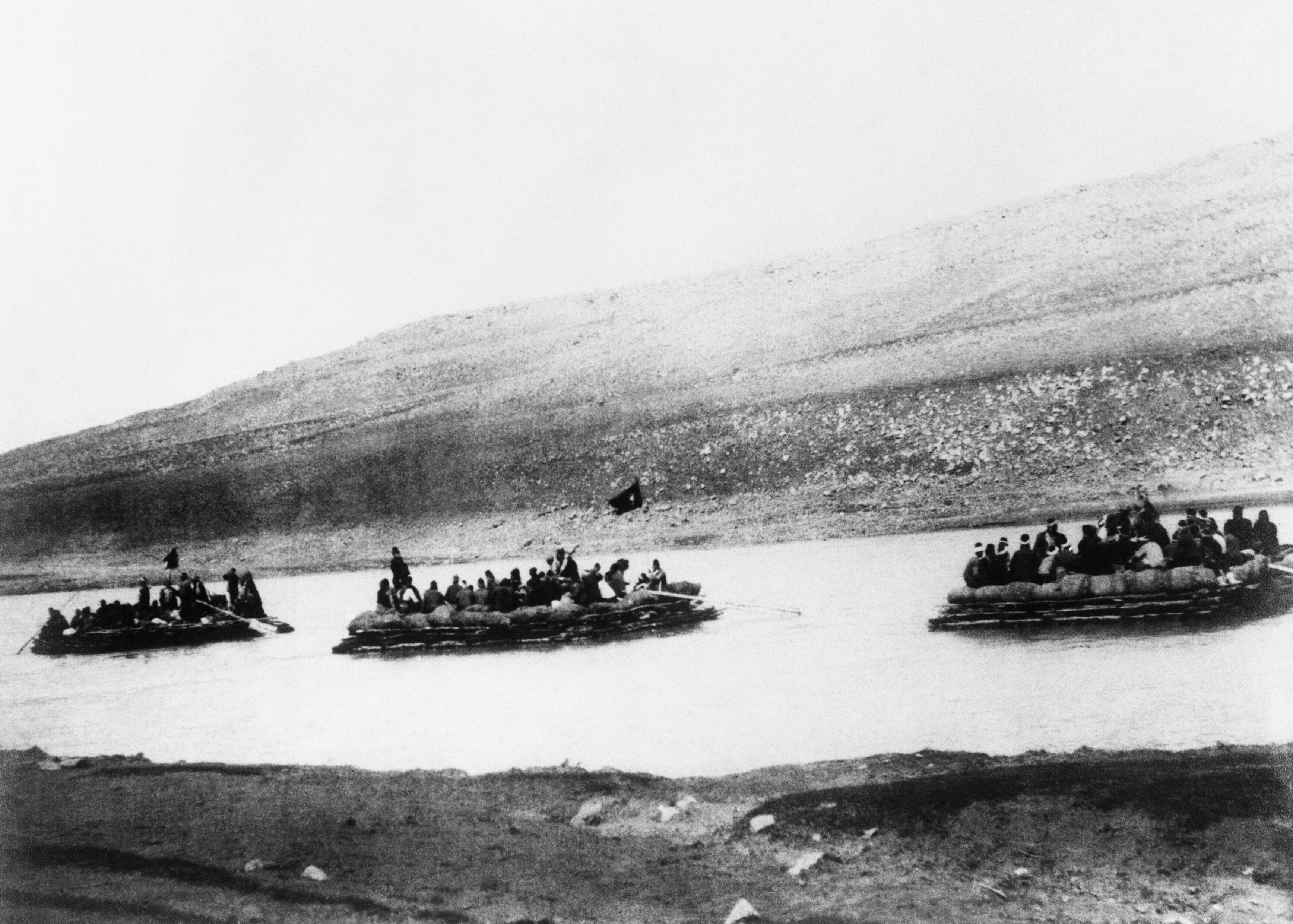
Diyarbakırból Kútba tartó oszmán erősítés a Tigris folyón

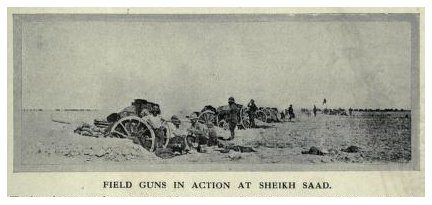
Brit tábori tüzérség a Sejk Szaad-i csatában

Kezdetben Townshend azt tervezte, félrevezető kitörési kísérletekkel leköti a török erőket Kútnál, amíg dél felől erősítést nem kap. A város készleteit szűkösnek ítélte és azonnali felmentést kért. 1916. január 6-án Fenton Aylmer altábornagy felmentő serege dél felől megkísérelt áttörni Townshend ostromlott seregéhez, de január 9-én a Seik Szaad-i csatában az oszmánok visszaverték. Aylmer a Tigris folyó és a Szuvájkíjja mocsár közötti szűk Hannai földsávon, egy vádiba vonult vissza, innen január 13-án újabb támadást indított, de a Goltz tábornagy vezette oszmán ellentámadás visszavetette a Tigris jobb partjára, súlyos veszteséget okozva (1600 indiai katonai és 40 brit tiszt esett el).
1916. január 20-án Enver pasa leváltotta a hadsereg parancsnokát, Nureddin pasát, mert úgy ítélte, nem tud, vagy nem akar együttműködni von der Goltz tábornaggyal. Helyére Halil Kut pasát helyezte. A brit oldalon is parancsnokváltás történt. Nixon tábornokot a Kútnál kialakult helyzet miatt leváltották, helyére Percy Lake altábornagy került. Az ostromlottak helyzete egyre romlott annak ellenére, hogy az ostromlókat a brit légierő is rendszeresen támadta. 
Január 21-én Aylmer altábornagy ismét a Hannai földnyelvről kiindulva kísérelte meg az ostromzár áttörését, de újabb vereséget szenvedett. Január és március között a brit-indiai csapatok többször megkísérelték az ostromgyűrű szétpattintását és a város felmentését, de sikertelenül. Mindkét fél veszteségei magasra növekedtek.
Március 8-án a dudzsajlai csatában Aylmer felmentő seregének két különítménye  és Townshend kúti csapatai három irányból irányból támadták az ostromló oszmánokat, de a Goltz tábornagy által irányított oszmán védelem visszavonulásra kényszerítette őket. Április 5-én Gorringe tábornok megerősített „Tigris-menti” hadteste támadást intézett és nagy veszteségek árán elfoglalta Fallahíjje és Szannaíjat falvakat. Április 17-én az oszmánok visszafoglalták, április 22-én Gorringe tábornok még egy utolsó támadást kísérelt meg Szannaíjat térségében. A szárazföldön több felmentő kísérletre nem került sor. A városban kifogyott az ennivaló.
Április 19-én von der Goltz tábornagy meghalt tífuszban. A helyzetet kihasználva a britek a Julnar nevű átalakított, felfegyverzett lapátkerekes gőzhajóval a Tigris folyón át próbáltak élelmiszert juttatni a városba, de ez sem sikerült. A brit titkosszolgálat ügynökei, T. E. Lawrence és Aubrey Herbert sikertelenül próbálták lefizetni Halil Kut pasát, hogy engedje kicsúszni a brit helyőrséget.  
1916. április 27-én (más forrás szerint 29-én) a körülzárt Townshend fegyverszünetet kért. Április 29-én megmaradt 8000 emberével együtt megadta magát és oszmán hadifogságba került. (Maga a tábornok Isztambulban laza házi őrizetben élhetett, barátságot kötött Enver pasával. Katonáit azonban kimerítő „halálmenetekben” oszmán fogolytáborokba vitték és sáncmunkákon dolgoztatták. A foglyok fele, ezen belül a britek kétharmada nem érte meg a háború végét. Townshend tábornokot helytállásáért lovaggá ütötték, de amikor a háború után embereinek sorsa közismertté vált, elvesztette jó hírnevét és parlamenti képviselői helyét is).
Ez volt a Brit Birodalom gyarmati hadseregeinek addigi legsúlyosabb veresége, ami ráadásul alig néhány hónappal a gallipoli csatában elszenvedett brit–ausztrál kudarc (1916. január 9.) után következett be. Ilyen nagy létszámú brit birodalmi katonai egység kapitulációjára hosszú idő óta nem volt példa. A kúti vereség után minden parancsnokot leváltottak, akinek része volt a sikertelen felmentési kísérletekben.
A brit expedíciós haderő fő problémája az utánpótlást biztosító infrastruktúra gyengesége volt. Az ellátmányt szállító hajók hosszú időn át vesztegeltek a dél-mezopotámiai kikötők előtt, kirakásra várva. Egyre nehezebb lett az észak felé haladó egységek ellátása. A kúti vereség után, 1916 nyarán Frederick Stanley Maude altábornagyot nevezték ki a mezopotámiai brit erők parancsnokává, akit teljes átszervezést hajtott végre. Megkezdték Baszra kikötőjének kiépítését, a kirakodási kapacitás növelését. Feljavították és kiszélesítették az utakat. Városi és tábori kórházakat építettek a sebesültek és betegek jobb ellátására. Maude folyamatosan gyakorlatoztatta a beérkező új egységek katonáit. Hét hónapon át tartó tervezés és előkészítés után, 1917 elejére a dél-mezopotámiai front alkalmassá vált új támadó hadművelet megindítására és a front folyamatos ellátására.

## Hadműveletek 1917-ben

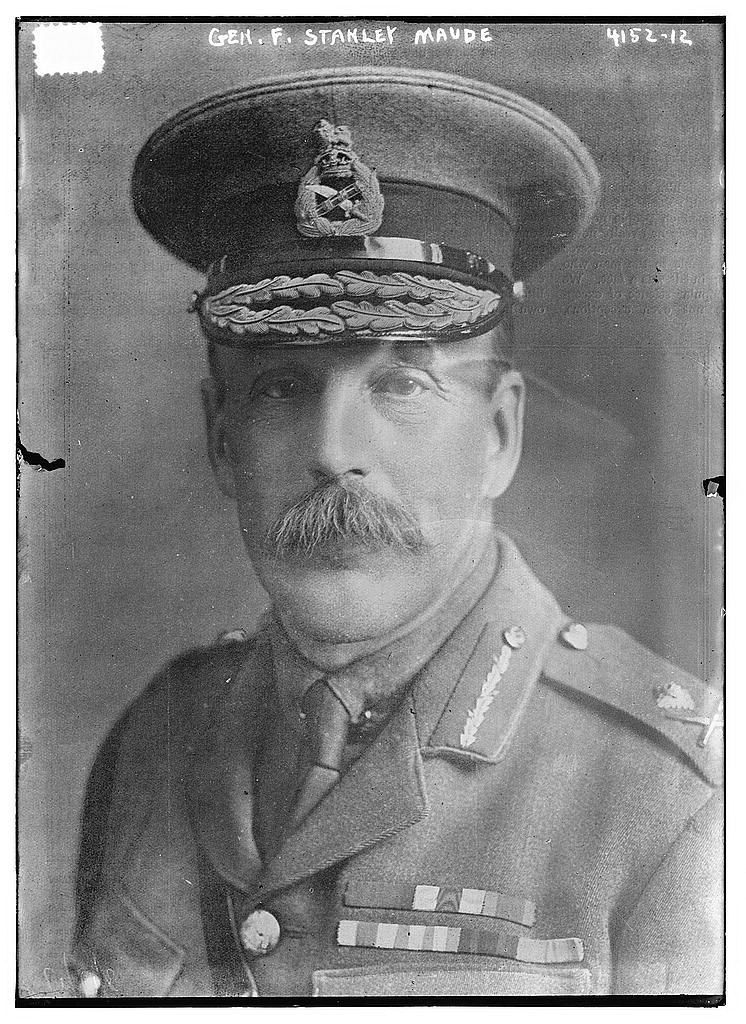
Frederick Stanley Maude altábornagy

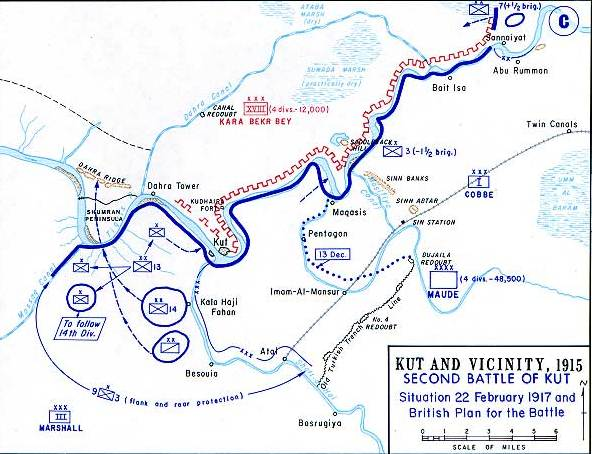
A második kúti csata, 1917. február

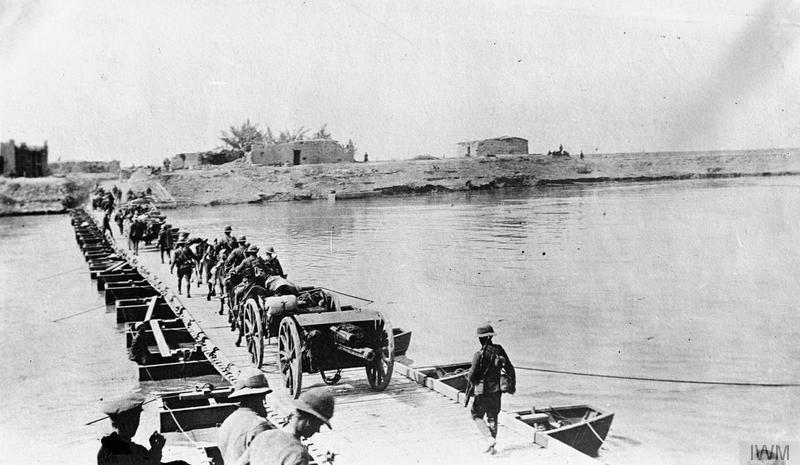
A britek átkelnek a Dijála folyón, Bagdad közelében

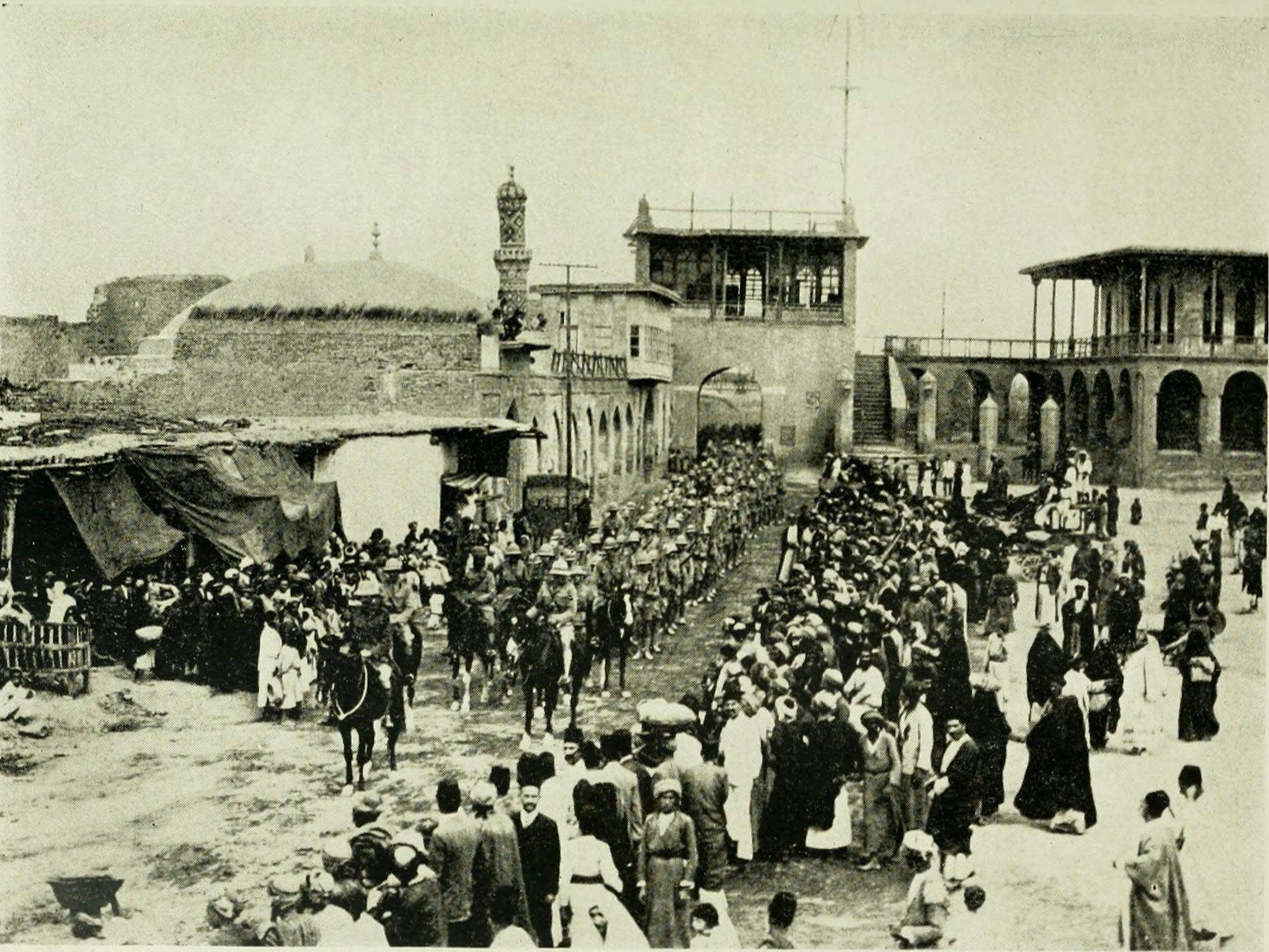
A britek bevonulása Bagdadba

Miközben a britek újjászervezése és megerősítése folyt, az oszmán oldal gyengült. Halil Kut pasa alig kapott utánpótlást, fel kellett oszlatnia a 38. hadosztályt, ennek katonáival a 35., 46., 51. és 52. hadosztályok létszámát töltötte fel.
1916. december 13-án Maude tábornok új támadást indított Kút visszafoglalására. A második kúti csatában Maude csapatai a Tigris mindkét partján nyomulva kivetették az oszmánokat a kiépített védősáncaikból. Halil Kut pasa Kútnál összpontosította erőit, Maude csapatait áttette a Tigris túlsó partjára, és a város védővonalát megkerülve a védők hátába került. William Marshall altábornagy III. brit hadteste dél felől támadta a védővonalat. 1917. február 23-án a második kúti csatában a britek ismét elfoglalták Kút városát és megállás nélkül folytatták az előrenyomulást a Tigris folyó mentén.
1917. március elejére a brit offenzíva megközelítette Bagdadot. Marshall tábornok figyelmen kívül hagyta William Robertson tábornagy, hadügyminiszter titkos utasítását, hogy Bagdadot ne támadja meg. Halil Kut pasa csapatai a Dijála folyónál megpróbálták feltartóztatni, de a brit-indiai csapatok lerohanták az oszmán védőállásokat és elűzték a védőket. Halil Kut pasa kiürítette a várost, Maude csapatai március 11-én bevonultak Bagdadba. A város biztosítására áprilisban Bagdadtól északra még elfoglalták Szamarrát és szeptemberben nyugat felé Ramádi városát is.
Az 1917-es offenzíva során a brit-indiai csapatok 15 000 oszmán katonát ejtettek foglyul. Halil pasa a meggyengült oszmán 6. hadsereg maradékát, mintegy 30 000 katonát Moszulba vonta vissza. Áprilisban megkapta a 2. gyaloghadosztályt erősítésnek, de ez nem javított sokat a helyzetén.
Maude tábornok azonban Bagdad elfoglalása és biztosítása után leállította a további offenzívát. Utánpótlási vonalai túl hosszúra nyúltak, a beköszöntő forró sivatagi nyár sem kedvezett a mozgó hadviselésnek. Csapatai leváltásra és erősítésre szorultak. 1917. november 18-án Maude tábornok kolerában meghalt, helyére a brit III. hadtest parancsnokát, William Marshall altábornagyot nevezték ki, aki az őszre tervezett offenzívát 1918 tavaszára halasztotta. (A III. hadtest parancsnokságát Alexander Cobbe vezérőrnagy vette át).

## Hadműveletek 1918-ban

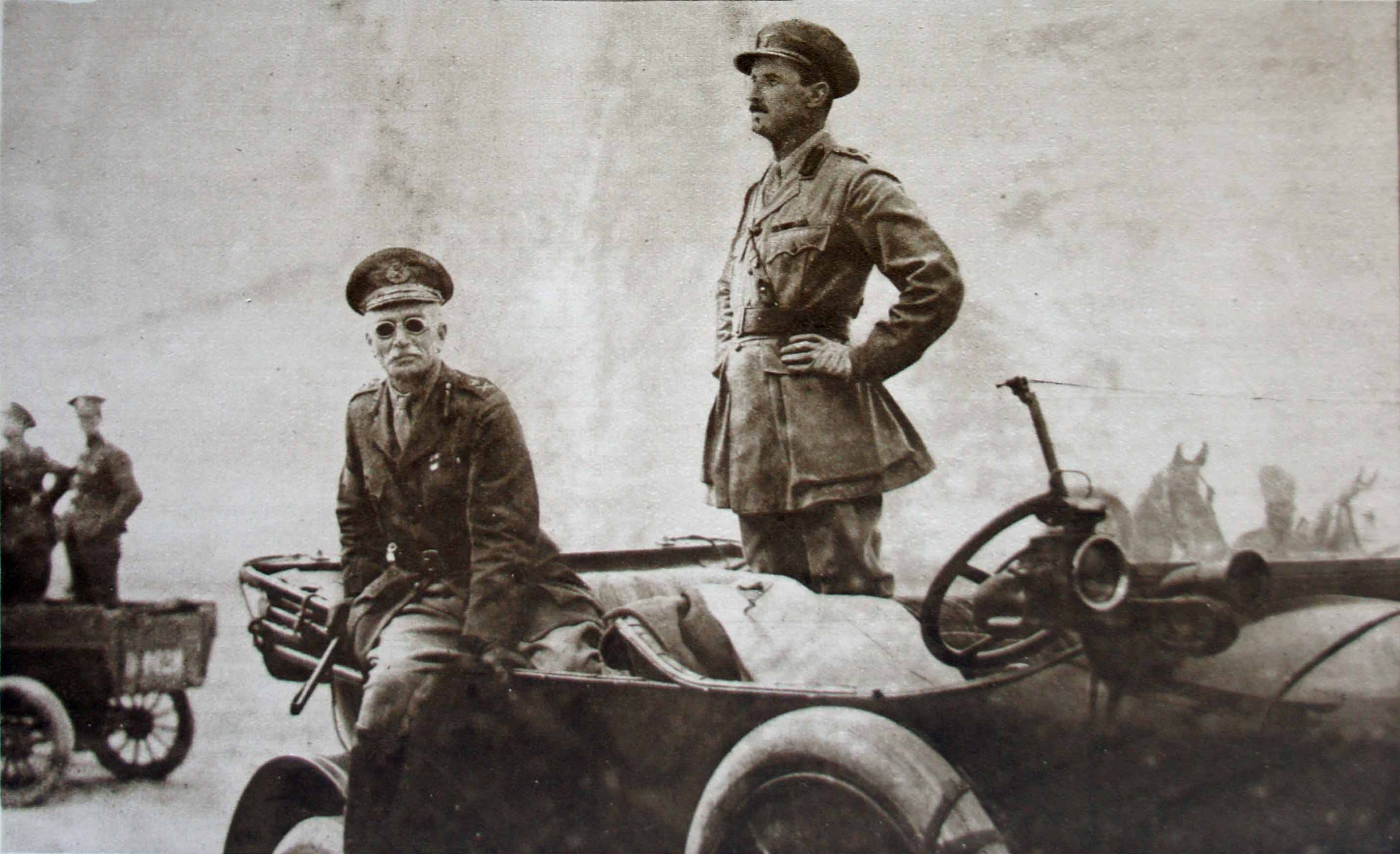
William Marshal altábornagy Bagdadba érkezik (1918)

1918. február végén a brit offenzíva folytatódott. Az Eufrátesz mentén északkeletnek haladva elfoglalták Hít és Hán el-Bagdadi városokat, majd áprilisban a kurd terület határán fekvő Kifri városát is. Márciusban délen, a britek hátában, az elfoglalt Nedzsef (Nadzsaf) városában iszlamista felkelés bontakozott ki. A britek ostrom alá vették a szent várost, a felkelők májusban megadták magukat.
Az év második felében a harcok alábbhagytak, a mezopotámiai front fontosságát „hátrasorolták”.  A brit hadvezetés a mezopotámiai frontról csapatokat csoportosított át palesztinai frontra, ahol 1918. szeptember 19–25 között zajlott a megiddói csata néven ismertté vált ütközet-sorozat egyfelől az antant-szövetségesek (Franciaország, Nagy-Britannia és az arab felkelők), másfelől az oszmán–német erők között. Marshall tábornok csapaterősítést küldött még Perzsa-Azerbajdzsánba is, az ottani brit olajmezők biztosításán ténykedő Lionel Dunsterville vezérőrnagy erős különítményének is, akit egyébként megrótt a tétlenségéért.
1918 októberében fegyverszüneti tárgyalások kezdődtek az antant hatalmak és az Oszmán Birodalom között. A brit hadügyminisztérium utasította Marshall tábornokot, indítson gyors offenzívát, nyomuljon a Tigris folyó mentén felfelé és foglaljon el annyi területet, amennyit csak lehetséges, mielőtt a tárgyalások ténye kitudódna. Alexander Cobbe vezérőrnagy a III. hadtest lovasságának élén december 23-án megindult Bagdadból, és gyors menetben két nap alatt észak felé 120 kilométert megtéve elérte a Kis-Záb folyót. Október végén Sirkat (Al-Sirqat) városánál (az ókori Assur romváros közelében) szétverte az oszmán 6. hadsereg Izmail Hakki bej által irányított erőit. A mezopotámiai háború utolsó ütközetében, a sirkati csatában az oszmán katonák nagyrésze brit fogságba esett.

## Fegyverszünet
1918. október 30-án Halil Kut pasa és az oszmán 6. hadsereg Moszulban letették a fegyvert Marshall tábornok előtt. Az Égei-tengeren ugyanezen a napon írták az Oszmán Birodalommal az általános mudroszi fegyverszüneti szerződést.
A fegyverszüneti egyezmény megkötésekor az oszmán fogságban lévő 2952 brit hadifogolyból csak 837-en maradtak életben, a 10 436 indiai és gurka fogolyból 7423-en élték túl.
A mezopotámiai háború gyakorlatilag 1918. november 14-én, Moszul brit megszállásával ért véget.
1914 elejétől 1918 végéig a Brit Birodalom mintegy 410 000 embert küldött a térségbe, köztük 112 000 katonát, legnagyobb részüket Brit-Indiából toborozták. A brit haderő és a brit indiai hadsereg (British Indian Army) összesen 92 000 embert vesztett a mezopotámiai harcokban. Az oszmán veszteségek mértékéről nincs adat, csak annyi ismert, hogy a britek összesen 45 000 hadifoglyot ejtettek.

## Következmények
A fegyverszünet megkötésekor a britek Alsó-Mezopotámia nagyrészét megszállva tartották, csak Moszul tartomány maradt oszmán kézben. A mudroszi fegyverszüneti szerződés jogot adott a győztes antantnak, hogy „biztonsági fenyegetettség esetén bármely stratégiai pontot megszálljon”. A britek azonnal követelték az isztambuli kormánytól Moszul kiürítését, ami november 4-én megtörtént, a britek harc nélkül birtokba vették a várost. Ennek az aktusnak (a fegyverszünet utáni területfoglalásnak) jogszerűsége napjainkig is vitatott).
Ekkor keletkezett az ún. Moszul-kérdés (a fegyverszüneti szerződés után megszállt Moszul hovatartozásának kérdése), amely ezután politikai viszály tárgya volt Nagy-Britannia és Törökország, az Oszmán Birodalom jogutódja között. Végül 1920 áprilisában, a nagyhatalmak San Remó-i konferenciáján Nagy-Britannia kizárólagos mandátumot kapott mindhárom mezopotámiai tartomány, Baszra, Bagdad és Moszul tartomány fölött. 1920 augusztusában a három megszerzett tartományt a Mezopotámiai Brit Mandátumterületben (British Mandate for Mespotamia) egyesítették. Ez ellen még 1920-ban felkelés tört ki, amelyet a britek levertek ugyan, de több helyi autonómiát adtak, és 1921-től Brit Mandátum alatti Iraki Királyság (Mandatory Iraq) néven működtették 1932-ig, a (de jure) független Iraki Királyság kikiáltásáig.